# Shirō Toyoda
Shirō Toyoda (豊田 四郎, Toyoda Shirō, 3 janvier 1906 – 13 novembre 1977) est un réalisateur japonais.

## Biographie
Né à Kyoto, au Japon, Shirō Toyoda s'installe à Tokyo dès l'adolescence où il se familiarise avec le cinéma sur les conseils du réalisateur pionnier Eizō Tanaka. Il rejoint les studios Shōchiku en 1924 et travaille comme assistant-réalisateur avec Yasujirō Shimazu,. Il réalise son premier film en 1929 et collabore à partir de 1935 avec la société de production indépendante Tokyo Hassei (ja) fondée par Tsutomu Shigemune et pour laquelle il tourne le succès Une jeune fille (若い人, Wakai hito, 1937),. Il acquiert la réputation de tourner des bungei eiga (adaptations d’œuvres purement littéraires) avec talent,.
Après la Seconde Guerre mondiale, il devient un illustre nom de la Tōhō, réputé pour ses adaptations d'œuvres signées Yasunari Kawabata, Kafū Nagai, Naoya Shiga, Jun'ichirō Tanizaki, Masuji Ibuse, ou Ango Sakaguchi,. Il est connu pour ses portraits d'hommes faibles et de femmes fortes avec un sens certain de la dérision, tel que dans le film La Relation matrimoniale (1955).
Shirō Toyoda réalise plus de soixante films entre 1929 et 1976.

## Filmographie
Sauf indication contraire, les titres en français se basent sur la filmographie de Shirō Toyoda dans l'ouvrage Le Cinéma japonais de Tadao Satō et les titres en rōmaji se basent sur la filmographie de Shirō Toyoda dans l'ouvrage A Critical Handbook of Japanese Film Directors d'Alexander Jacoby.
- 1929 : Lèvres peintes (彩られる唇, Irodorareru kuchibiru?)

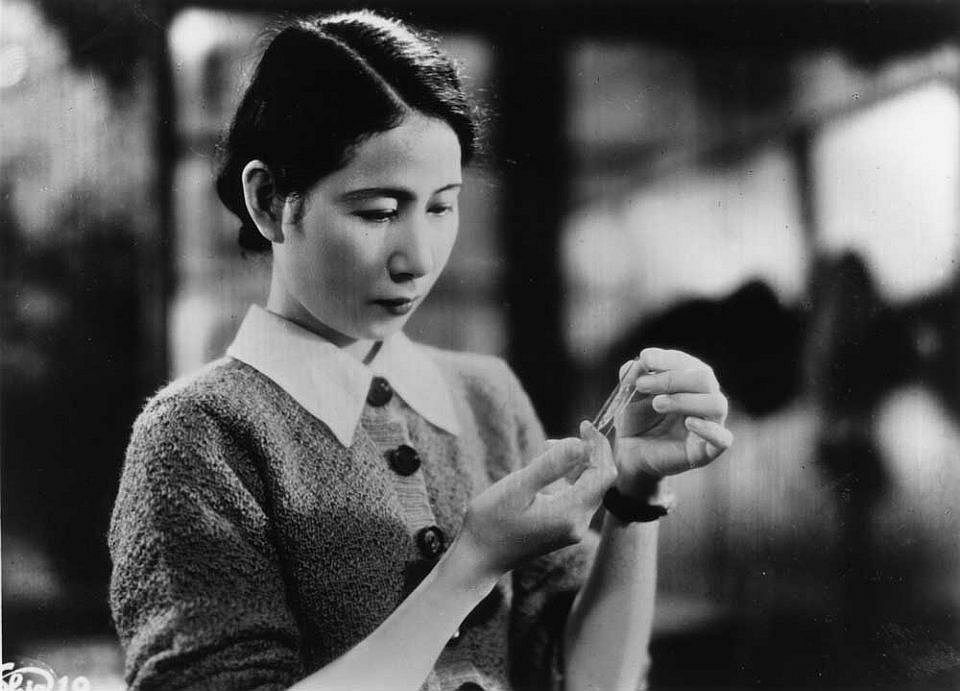
Shizue Natsukawa dans Le Printemps des petites îles (1940).

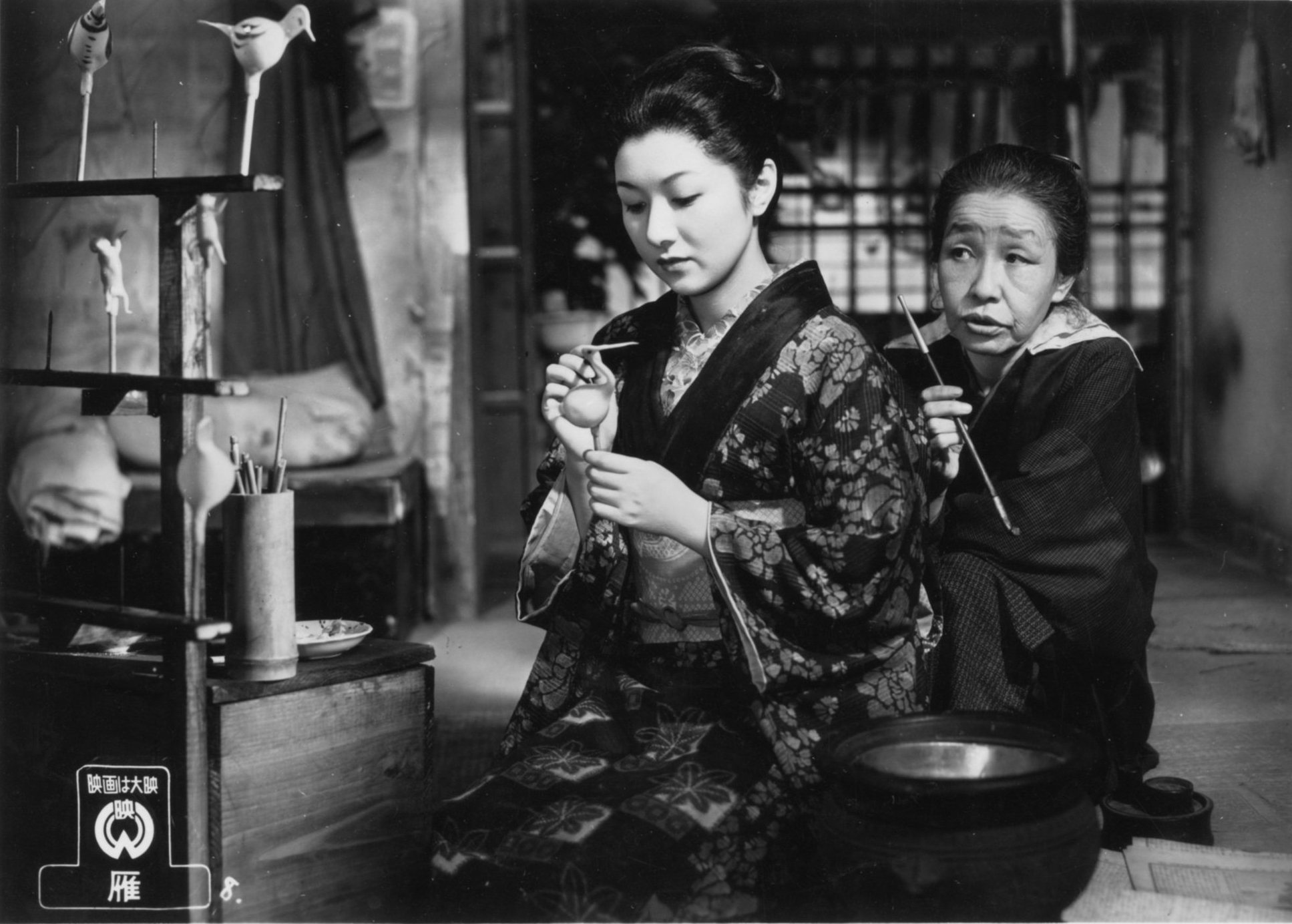
Hideko Takamine et Chōko Iida dans L'Oie sauvage (1953).

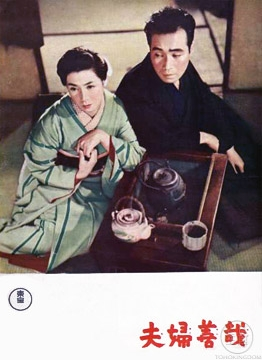
Affiche de La Relation matrimoniale (1955).

- 1929 : La Femme qui nage en ville (都会を泳ぐ女, Tokai o oyogu onna?)
- 1930 : Mariage d'amour (友愛結婚, Yūai kekkon?)[9]
- 1930 : La Femme arrogante (心驕れる女, Kokoro ogoreru onna?)[9]
- 1935 : Trois femmes (三人の女性, Sannin no josei?)
- 1936 : Aller et retour entre Tokyo et Osaka (東京－大阪特ダネ往来, Tōkyō-Ōsaka tokudane ōrai?)
- 1936 : Le Jeune et le vieux commis (大番頭小番頭, Ōbantō kobantō?)
- 1936 : Kamata Ōfuna sutajio no haru (蒲田 大船スタジオの春?, litt. Kamata et le printemps des studios Ōfuna)[8] (court-métrage)
- 1937 : Vent d'inconstance dans le port (港は浮気風, Minato wa uwakikaze?)
- 1937 : Oyake Akahachi (オヤケアカハチ?), coréalisé avec Tsutomu Shigemune
- 1937 : Une jeune fille (若い人, Wakai hito?)[10]
- 1937 : Feux croisés (十字砲火, Jūji hōka?), coréalisé avec Tsutomu Shigemune et Yutaka Abe
- 1938 : Le Petit Pleurnichard (泣蟲小僧, Nakimushi kozō?)
- 1938 : Une auberge en hiver (冬の宿, Fuyu no yado?)
- 1938 : Le Rossignol (鶯, Uguisu?)
- 1940 : Ioko Okumura (奥村五百子, Okumura Ioko?)
- 1940 : Le Printemps des petites îles (小島の春, Kojima no haru?)[11]
- 1940 : Le Village d'Ohinata (大日向村, Ōhinata mura?)
- 1941 : Récit de notre amour (わが愛の記, Waga ai no ki?)
- 1943 : La Jeunesse (若き姿, Wakaki sugata?)
- 1946 : Scène en cyprès (檜舞台, Hinoki butai?)
- 1947 : Quatre histoires d'amour (四つの恋の物語 第一話 初恋, Yottsu no koi no monogatari?) - 1er segment[12]
- 1948 : Mon amour de l'autre côté de la montagne (わが愛は山の彼方に, Waga ai wa yama no kanata ni?)
- 1949 : Les Cygnes ne sont pas tristes, n'est-ce pas ? (白鳥は悲しからずや, Hakuchō wa kanashi karazuya?)
- 1950 : Les Quatre saisons de la femme (女の四季, Onna no shiki?)
- 1951 : Avec Eriko I (えりことともに 第一部, Eriko to tomoni: Daiichibu?)
- 1951 : Avec Eriko II (えりことともに 第二部, Eriko to tomoni: Dainibu?)
- 1951 : Le Chant de la bergeronnette (せきれいの曲, Sekirei no kyoku?)
- 1952 : Le Vent, encore (風ふたゝび, Kaze futatabi?)
- 1952 : Murmure du printemps (春の囁き, Haru no sasayaki?)
- 1953 : L'Oie sauvage (雁, Gan?)[13]
- 1954 : Une femme (或る女, Aru onna?)
- 1955 : Le Blé vert (麦笛, Mugibue?)
- 1955 : La Relation matrimoniale (夫婦善哉, Meoto zenzai?)
- 1956 : L'Étrange amour de la femme blanche (白夫人の妖恋, Byaku fujin no yoren?)
- 1956 : Le Chat, Shozo et ses deux maitresses (猫と庄造と二人のをんな, Neko to Shōzō to futari no onna?)
- 1957 : Pays de neige (雪国, Yukiguni?)
- 1957 : Le Calme du soir (夕凪, Yūnagi?)
- 1958 : Je ne perdrai pas jusqu'à ce que je gagne (負ケラレセン勝マデハ, Makeraremasen katsumadewa?)
- 1958 : L'Auberge de la gare (喜劇 駅前旅館, Kigeki: Ekimae ryokan?)[14]
- 1959 : La Tenture de fleurs (花のれん, Hana noren?)
- 1959 : Méthode d'élevage des hommes (男性飼育法, Dansei shiikuhō?)
- 1959 : Pèlerinage nocturne (暗夜行路, An'ya kōro?)
- 1960 : L'Antiquaire (珍品堂主人, Chinpindō shujin?)
- 1960 : Histoire singulière à l'est du fleuve (濹東綺譚, Bokutō kitan?)
- 1961 : Histoire du Tokyo nocturne (東京夜話, Tōkyō yawa?)
- 1962 : Tant qu'il y a demain (明日ある限り, Ashita aru kagiri?)
- 1962 : Sous une multitude d'étoiles (如何なる星の下に, Ikanaru hoshi no moto ni?)
- 1963 : Madame Aki (憂愁平野, Yūshū heiya?)
- 1963 : La Paix de la cuisine (台所太平記, Daidokoro taiheiki?)
- 1963 : Nouvelle relation matrimoniale (新・夫婦善哉, Shin meoto zenzai?)
- 1964 : La Veuve joyeuse (喜劇 陽気な未亡人, Kigeki: Yōkina mibōjin?)
- 1964 : Sueur douce (甘い汗, Amai ase?)[15]
- 1965 : L'Ombre des vagues (波影, Namikage?)
- 1965 : Fantômes japonais (四谷怪談, Yotsuya kaidan?)
- 1965 : Un charpentier pacifique (大工太平記, Daiku taiheki?)
- 1967 : Poésie lyrique de la Chikuma (千曲川絶唱, Chikumagawa zesshō?)
- 1967 : Cent ans devant la gare (喜劇 駅前百年, Kigeki: Ekimae hyakunen?)
- 1968 : Coup de chance devant la gare (喜劇 駅前開運, Kigeki: Ekimae kaiun?)
- 1969 : Figures infernales[16] ou Figures de l'enfer[17] (地獄変, Jigoku-hen?)
- 1973 : Un homme en extase (恍惚の人, Kōkotsu no hito?)[18],[19],[20]
- 1976 : Entre l'épouse et la femme (妻と女の間, Tsuma to onna no aida?), coréalisé avec Kon Ichikawa

## Distinctions
Sauf indication contraire, les informations mentionnées dans cette section peuvent être confirmées par la base de données cinématographiques IMDb,  présente dans la section « Liens externes ».

### Récompenses
- 1941 : prix Kinema Junpō du meilleur film japonais pour Le Printemps des petites îles[21]
- 1956 : prix Blue Ribbon du meilleur réalisateur pour La Relation matrimoniale[22]

### Sélections
- 1955 : Lion d'or pour L'Oie sauvage à la Mostra de Venise[23]
- 1956 : L'Étrange amour de la femme blanche est présenté en compétition à la Berlinale[24]
- 1958 : Pays de neige est présenté en compétition au festival de Cannes[25]